# André de Chauvigny

Familienwappen Andrés de Chauvigny

André de Chauvigny (deutsch: Andreas, englisch: Andrew; * um 1150; † 1202) war ein französischer Ritter und Herr von Châteauroux im Recht seiner Frau.

## Leben
André war ein Sohn von Pierre-Hélie de Chauvigny und Haois de Châtellerault. Sein Vater war erblicher Prévôt von Chauvigny im Dienst des Bischofs von Poitiers. Über seine Mutter war er ein Cousin der Herzogin Eleonore von Aquitanien.
André war ein Ritter im Gefolge seines Großcousins Richard Löwenherz und kämpfte 1189 mit gegen dessen Vater Heinrich II. Plantagenet. Dabei schlugen sie den alten König am 12. Juni 1189 in Le Mans in die Flucht. Bei dem Versuch, ihn zu verfolgen, wurde André allerdings von den Rittern William Marshal und Baudouin de Béthune gestellt. André kämpfte nacheinander in einem Zweikampf gegen sie, wurde aber von Marshal aus dem Sattel gestoßen. Dabei brach er sich einen Arm und wurde gefangen genommen. 
Allerdings blieb André nicht lange in Gefangenschaft, denn König Heinrich II. starb wenig später in Chinon und Richard Löwenherz wurde neuer Alleinherrscher des sogenannten angevinischen Reichs. Im August 1189 heiratete André in Salisbury die Erbin von Châteauroux, Denise de Déols, Witwe des Baldwin de Redvers, 3. Earl of Devon. Die Hochzeit geschah auf Anordnung von Richard Löwenherz und an ihr nahm auch Eleonore von Aquitanien als Gast teil. Danach zog André mit auf den dritten Kreuzzug, wo er bei der Belagerung von Akkon und in der Schlacht bei Arsuf kämpfte. Dabei wurde ihm am Arm eine Wunde durch eine Lanze zugefügt, weshalb ihm auch nachgesagt wurde, einen persönlichen Zweikampf mit Saladin ausgetragen zu haben. Nach dem Friedensschluss mit Saladin 1192 führte er die erste Pilgergruppe an das heilige Grab in das von den Muslimen gehaltene Jerusalem.
Wieder in der Heimat, unterstützte André Richard Löwenherz im Kampf gegen König Philipp II. von Frankreich. Nach dem Tod Richards 1199 unterstützte André die Ansprüche des jungen Herzogs Arthur I. von Bretagne gegen Johann Ohneland. Dafür trat er mit dem Herzog auf die Seite Philipps II. von Frankreich über. Zusammen mit Arthur nahm André an der Belagerung von Mirebeau teil, wo sich Eleonore von Aquitanien verschanzt hatte. Bei einem erfolgreichen Entsatzangriff Johanns gerieten sie in dessen Gefangenschaft und wurden nach Rouen gebracht. André starb noch im selben Jahr.

## Nachkommen
Aus seiner Ehe mit Denise de Déols († 1221) hatte André zwei Söhne:
- Guillaume I. de Chauvigny († 1234), Herr von Châteauroux
- André II. de Chauvigny († 1251 oder später), Herr von Levroux